# Frieda Inescort
Frieda Inescort (n. 29 iunie 1901, Edinburgh, Marea Britanie - d. 26 februarie 1976, Woodland Hills, Los Angeles, California) a fost o actriță scoțiană cunoscută pentru rolul lui Caroline Bingley din filmul Mândrie și prejudecată și Sorel Bliss în piesa Hay Fever.

## Biografie
Frieda Inescort, născută la Edinburgh, Scoția în 29 iunie 1901, la casa bunicii paterne, este fiica lui John „Jock” Wrightman, un scoțian, și a soției sale, actrița Elaine Inescort, de etnie germana si poloneza.
În 1904, mama Friedei, în vârstă de 27 de ani, îsi abandonează soțul pentru a-și continua cariera pe scena londoneză. Cum Frieda era un responsabilitate nedorită, Elaine o lasă cu propria familie, în Surrey. Doi ani mai târziu, Frieda pleacă să trăiască cu o familie în Rhyl, Wales. Ulterior, mama ei o înscrie la o școală cu internat în Essex. Încăpățânată și dificilă, aceasta este la scurt timp exmatriculată pentru probleme de purtare.
În vara lui 1910 Elaine încearcă să se reconcilieze cu soțul ei. După o scurtă vizită la Londra cu părinții ei, Frieda este trimisă la altă școală, Stratmore College, în Croydon. În 1911, Jock Wrightman divorțează legal de Elaine pe motiv de adulter. Eliberată, Elaine pleacă în Statele Unite, acompaniata de Frieda, pentru a-și continua cariera în New York. Aceasta intră la școala Holy Rosary din Amityville, Long Island. Cum Elaine nu primește un rol pe Broadway, cele două se întorc la Londra și Frieda este trimisă la o școală religioasă.
In ciuda inceperii Primului Razboi Mondial, Elaine pleaca din nou in America. Frieda ramane la Londra si termina scoala in 1917, la 16 ani. Primele slujbe alese au fost modeste. In 1921 a asistat la o piesa pe Broadway, The Dover Road. In culise a intalnit o veche cunostinta, actrita Molly Pearson, care i-a sugerat o cariera pe scena, deoarece actritele britanice erau foarte rar intalnite. Incurajata, aceasta i-a scris producatorului Winthrop Ames, o cunostinta de-a mamei ei.

### Carieră
Acesta a chemat-o la un interviu si a fost imediat impresionat de talentul acesteia. Primul rol a fost unul minor in pies "The Truth About Blayd’s" din 1922, cu O. P. Heggie si Alexandra Carlisle in rolurile principale. Frieda a repetat in paralel cu slujba ei de zi, la ziarul Putnam's. Piesa a avut un succes zguduitor si aceasta s-a făcut imediat remarcata. Deranjata de reusita fiicei acesteia, Elaine taie relatiile cu fiica ei.
Observand-o pe Frieda pe scena, Philip Barry ii ofera rolul principal in You and I, care devine de asemenea un succes, lansând cariera tinerei actrițe. Aceasta continuă să apară în piese precum „Love in the Mist”, „Windows”, „Mozart” și în piesa Hay Fever din 1925 regizată de Noel Coward, în care a jucat cu Laura Hope Crews și Gavin Muir.

## Filmografie parțială
- Give Me Your Heart (1936)
- The King Steps Out (1936)
- Another Dawn (1937)
- Call It a Day (1937)
- The Great O'Malley (1937)
- Woman Doctor (1939)
- Convicted Woman (1940)
- Pride and Prejudice (1940)
- The Letter (1940)
- Father's Son (1941)
- Street of Chance (1942)
- The Courtship of Andy Hardy (1942)
- It Comes Up Love (1943)
- The Return of the Vampire (1943)
- The Judge Steps Out (1949)
- A Place in the Sun (1951)
- The Alligator People (1959)